# Parabopyrella crenulata
Parabopyrella crenulata là một loài chân đều trong họ Bopyridae. Loài này được Shiino miêu tả khoa học năm 1939.